# ムード音楽
ムード音楽（ムードおんがく）は、多くはオーケストラの形態をとり、かつ、演奏のみであるが、レイ・コニフやパーシー・フェイス、ジェームス・ラストの一部のアルバムに見られるようにコーラスに歌詞を歌わせる形態のムード音楽もある。BGM/背景音楽と混同されていることが多い。

## ムード音楽の概要
ムード音楽の定義は音楽評論家の中でも見解が割れているが、ポピュラー音楽のうちストリングス等を中心とした情緒豊かなインストゥルメンタルポップスというのが一般的である。広義には、映画音楽、ラテン音楽をも包含する概念を表す。
日本では歴史的にストリングス中心のオーケストラが聴かせるムード音楽が人気を集め、マントヴァーニやフランク・チャックスフィールド、ウェルナー・ミューラー（ラテン系の曲を演奏する場合はリカルド・サントスの変名を使用）、パーシー・フェイス、フランク・プゥルセル、レイモン・ルフェーブル、カラベリ、ポール・モーリアなどのオーケストラが活躍した。
これとは別に、ピアノをフィーチャーしたフェランテ&タイシャー、リチャード・クレイダーマン、ピエール・ポルト、スティーブン・シュラックス、フランク・ミルズの演奏もポピュラーである。また、ブラスを前面に押し出した演奏形態のベルト・ケンプフェルトやジェームス・ラスト、ハーブ・アルパートとティファナ・ブラスも有名。
1970年代に入り、日本ではムード音楽はブームとなり、音楽シーンに多大な影響を与えた。中でもフランスのポール・モーリアは日本におけるムード音楽の立役者となり、自身のオーケストラが演奏する楽曲は次々とヒットを飛ばし、ほぼ毎年のように来日しコンサートを開いた。この頃、ムード音楽という言葉の響きが古臭く野暮ったいとして、イージー・リスニングやラブ・サウンズと呼ばれるようになった。パーシー・フェイスは、自身の音楽をイージー・リスニングと呼ばれることに対して、「片手間に聴かれるような音楽ではない。」と背景音楽（BGM）と思われることに強く反発し、また、ラブ・サウンズという呼称に対しても「メロドラマのような甘ったるいイメージであり、適切ではない。」とする音楽評論家もいる。

## ムード音楽のスター
- リチャード・クレイダーマン
- クレバノフ・ストリングス
- アンドレ・コステラネッツ
- フランク・チャックスフィールド
- ノーリー・パラモー
- パーシー・フェイス
- ジャン・クロード・ボレリー
- マントヴァーニ
- フランク・ミルズ
- ウェルナー・ミューラー
- ジョージ・メラクリーノ
- バリー・ホワイト
- ポール・モーリア
- ニニ・ロッソ